# Nhà thờ Chính tòa Poznań
Vương cung thánh đường Thánh Phêrô và Thánh Phaolô tại Poznań là một trong những nhà thờ chính tòa lâu đời nhất tại Ba Lan, có niên đại từ thế kỷ 10. Nhà thờ nằm trên đảo Ostrów Tumski về phía đông bắc của trung tâm thành phố.

## Lịch sử
Nhà thờ ban đầu được xây dựng trong một thành lũy (gród) của Poznań, khoảng nửa sau thế kỷ 10 mà ngày nay chính là đảo Ostrów Tumski. Đây là một trong những trung tâm chính trị của nhà nước Ba Lan sơ khai. Các nhà khảo cổ học còn khai quật được cả một cung điện bên dưới nhà thờ Đức mẹ Đồng trinh ở phía trước nhà thờ chính tòa Poznań vào năm 1999. Bên trong cung điện còn có một nhà nguyện, có thể là được xây cho vương hậu Doubravka xứ Bohemia, vợ của vua Mieszko I của Ba Lan. Được biết, vương hậu Doubravka là một người sùng đạo và chính vua Mieszko I cũng làm lễ rửa tội vào năm 966 tại Poznań. Đây là một sự kiện quan trọng trong quá trình Cơ Đốc giáo hoá Ba Lan và củng cố nhà nước sơ khai của Ba Lan. Cũng trong khoảng thời gian này, nhà thờ Poznań đã được xây lên và được nâng cấp lên thành nhà thờ chính tòa vào năm 968 khi vị giám mục truyền giáo đầu tiên, Giám mục Jordan, đến Ba Lan.
Thánh Phêrô là vị thánh bảo trợ đầu tiên của nhà thờ, vì với vai trò là nhà thờ chính tòa đầu tiên của đất nước, nhà thờ Poznań được quyền có cùng một vị thánh bảo trợ như của vương cung thánh đường Thánh Phêrô ở Thành Vatican. Nhà thờ ban đầu được xây dựng theo phong cách Romanesque và có chiều dài khoảng 48 mét. Dấu tích của nhà thờ đầu tiên này vẫn còn có thể thấy trong các tầng hầm của vương cung thánh đường ngày nay. Nhà thờ đầu tiên mang phong cách Romanesque tồn tại trong khoảng bảy mươi năm, cho đến bị đột kích bởi Công tước Bretislav I xứ Bohemia.
Vào thế kỷ 14 và thế kỷ 15, nhà thờ được xây dựng lại theo kiểu kiến trúc Gothic. Đến năm 1622, nhà thờ phải hứng chịu một trận hỏa hoạn gây thiệt hại nghiêm trọng. Sau đó, nhà thờ được trùng tu lại theo phong cách Baroque. Năm 1772, một lần nữa nhà thờ lại bị thiêu rụi và lần này, nhà thờ được cải tạo lại theo phong cách Tân cổ điển. Năm 1821, Giáo hoàng Piô VII đã thêm một vị thánh bảo trợ cho nhà thờ là Thánh Phaolô. Trận đại hỏa hoạn cuối cùng của nhà thờ xảy ra vào ngày 15 tháng 2 năm 1945, trong cuộc giải phóng thành phố khỏi quân Đức quốc xã. Trong lần hỏa hoạn này, nhà thờ bị thiệt hại nghiêm trọng đến mức các nhà bảo tồn quyết định đưa nhà thờ quay trở lại với phong cách Gothic. Nhà thờ được mở cửa trở lại vào ngày 29 tháng 6 năm 1956. Năm 1962, Giáo hoàng Gioan XXIII đã ban cho nhà thờ danh hiệu Tiểu vương cung thánh đường.

## Các mốc sự kiện quan trọng
Nhà thờ là nơi an táng của các vị vua Ba Lan:
- Năm 992 – vua Mieszko I của Ba Lan
- Năm 1025 – vua Bolesław I Dũng cảm của Ba Lan
- Năm 1034 – vua Mieszko II Lambert của Ba Lan
- Năm 1058 – vua Casimir I Phục vị của Ba Lan
- Năm 1239 – vua Władysław Odonic của Ba Lan
- Năm 1257 – vua Przemysł I của Ba Lan
- Năm 1279 – vua Bolesław Mộ đạo của Ba Lan
- Năm 1296 – vua Przemysł II của Ba Lan

## Bộ sưu tập

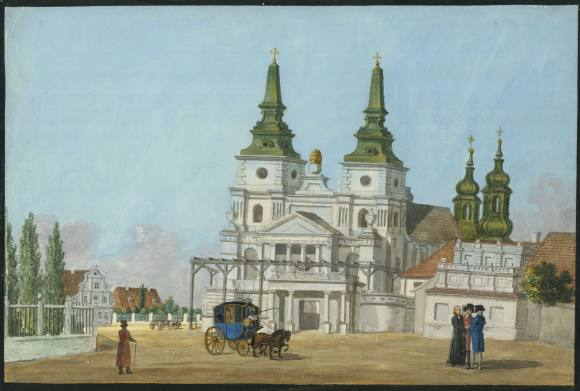
Mặt tiền trước năm 1945 (tranh minh họa từ năm 1798)
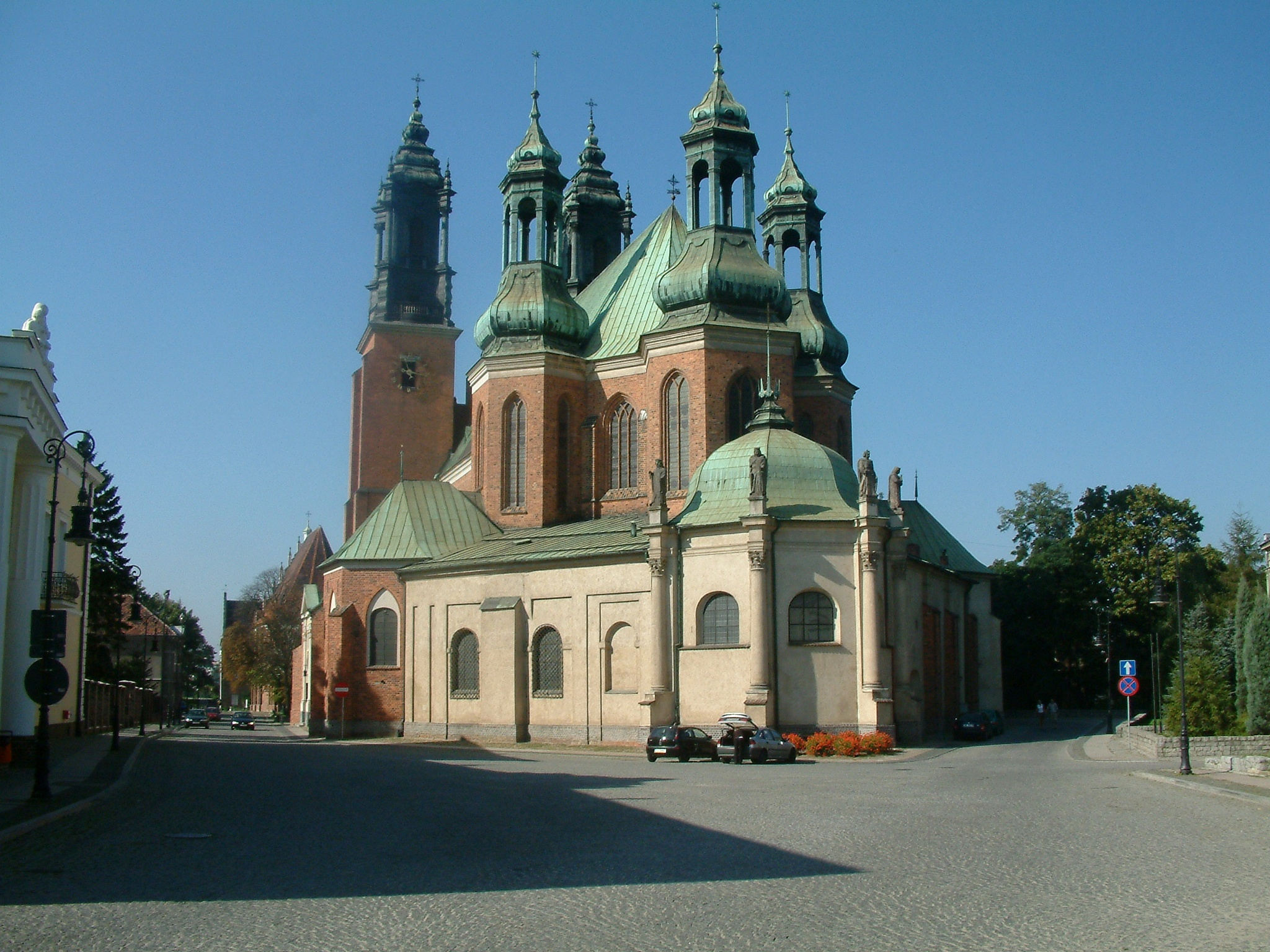
Nhà thờ nhìn từ phía đông
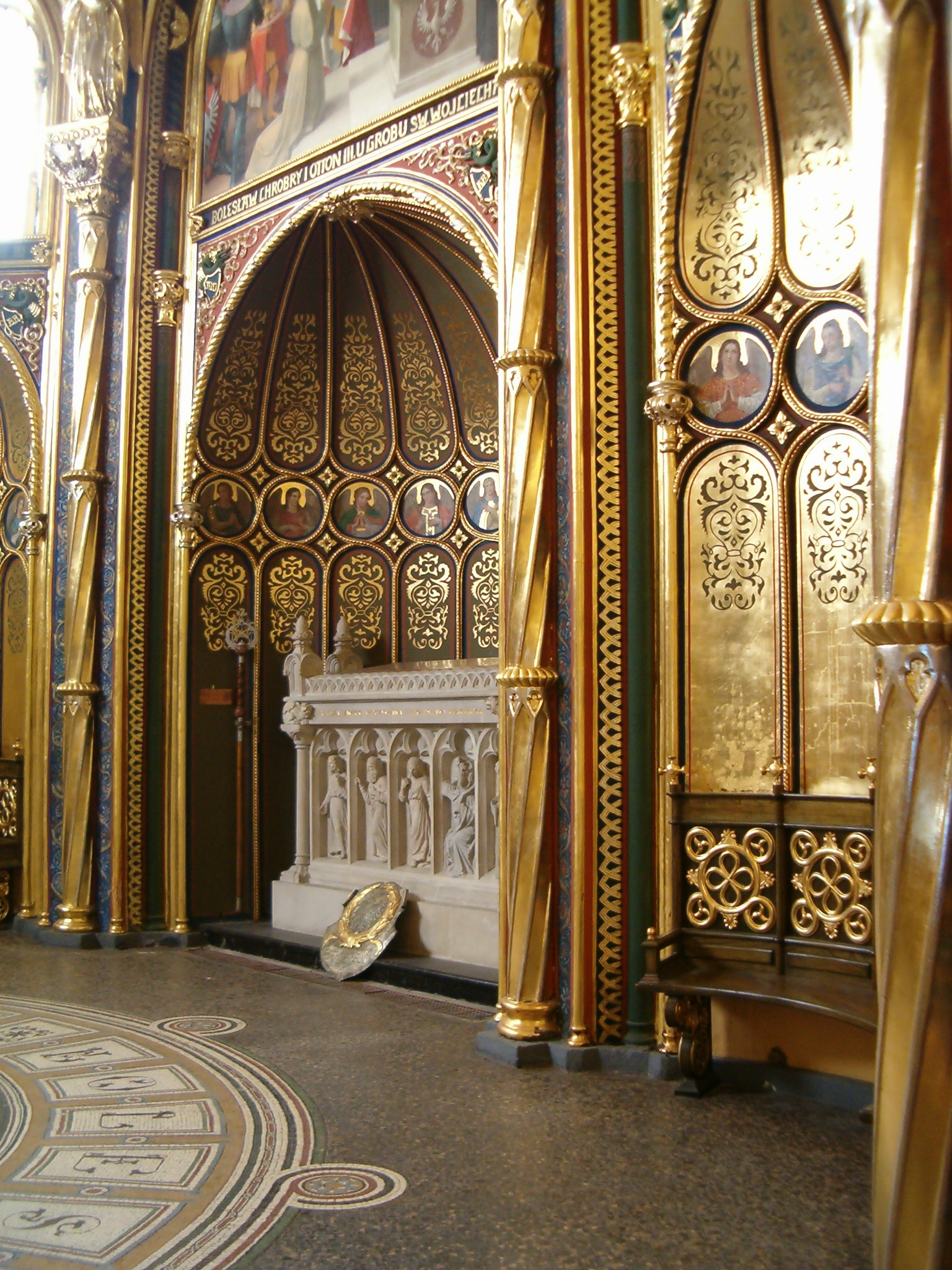
Lăng mộ của vua Mieszko I và vua Bolesław I Dũng cảm của Ba Lan
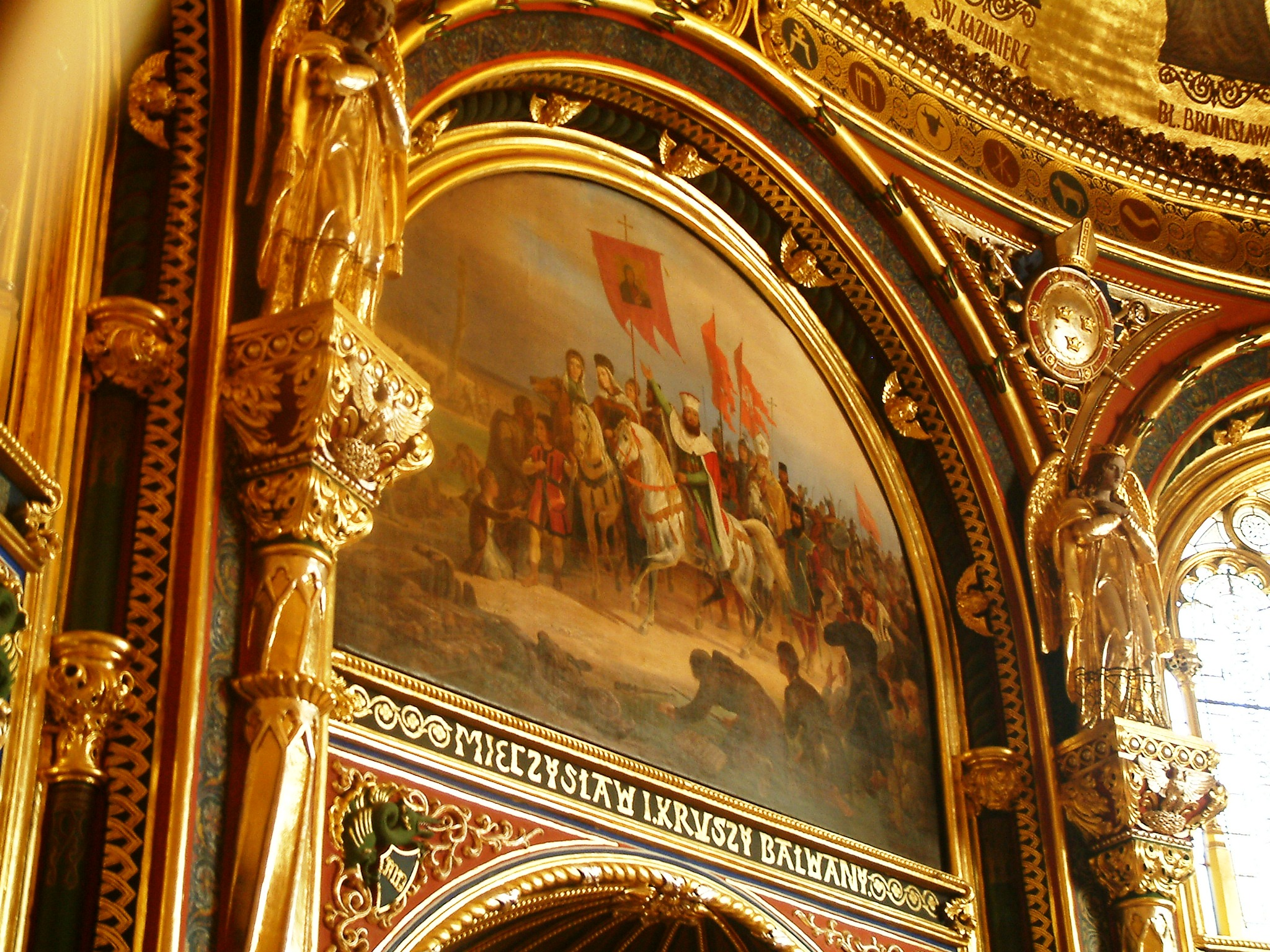
Tranh vẽ Mieczysław I bởi January Suchodolski
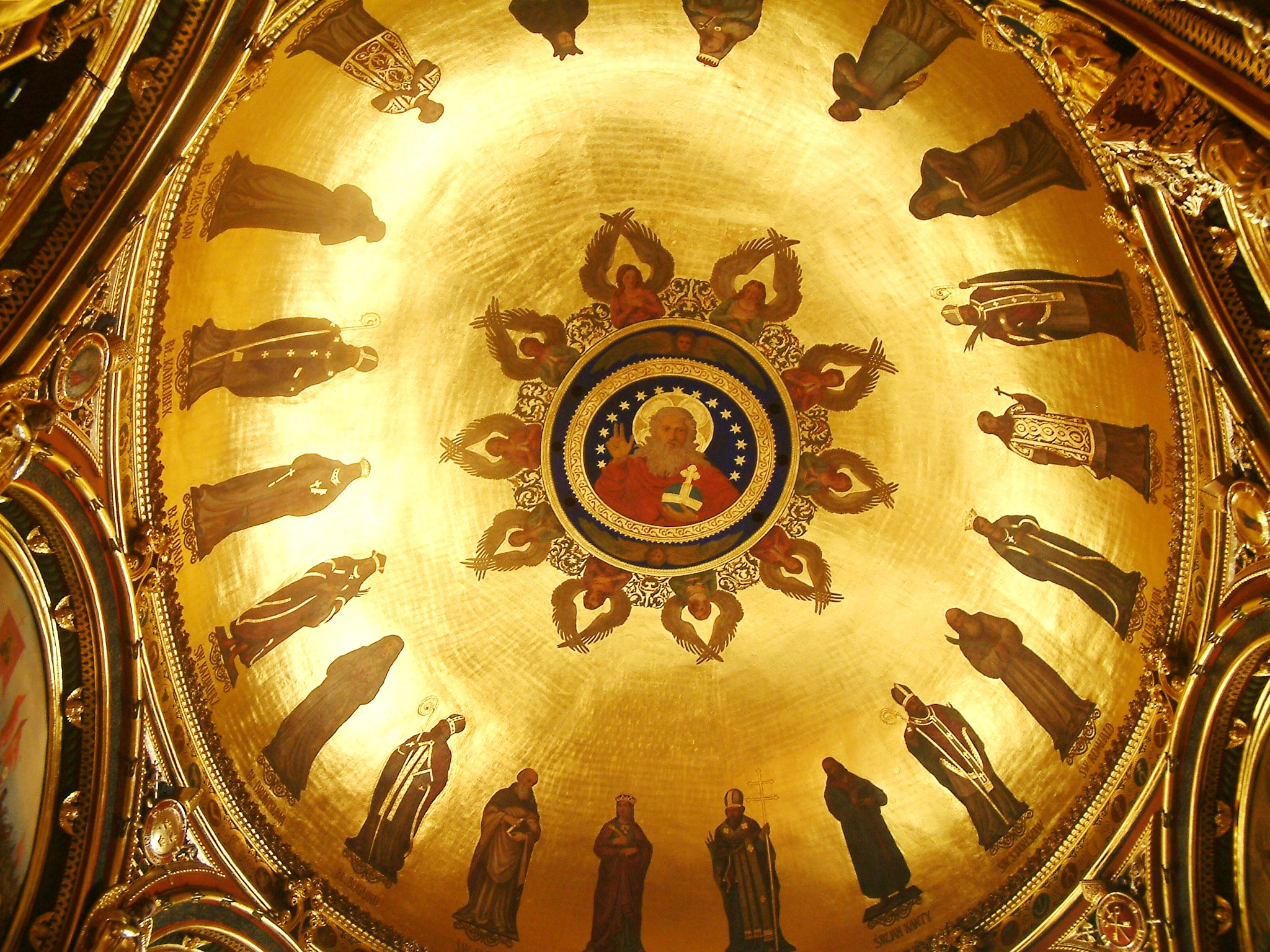
Mái vòm của nhà nguyện bằng vàng
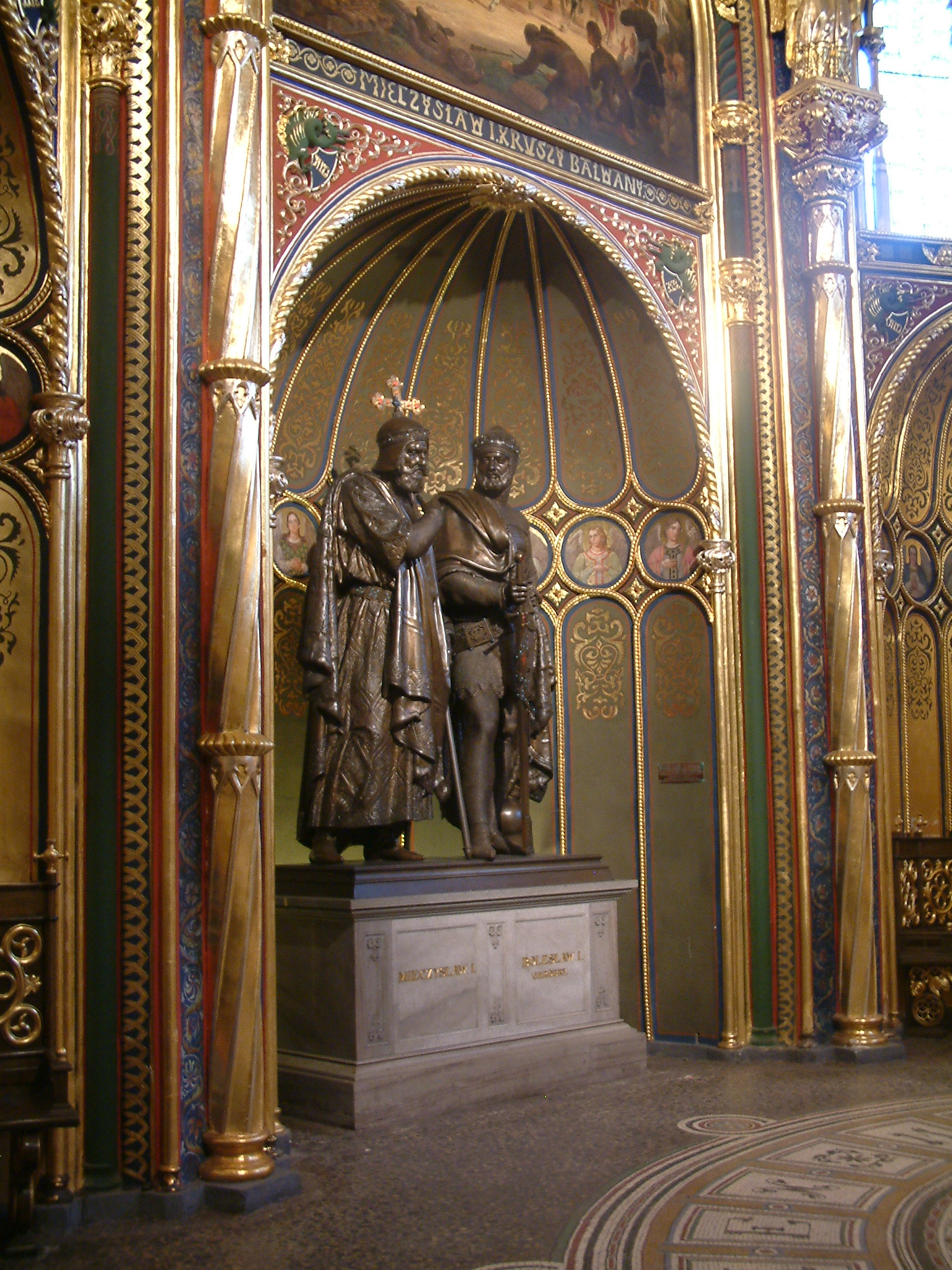
Tượng vua Mieszko I và vua Bolesław I Dũng cảm của Ba Lan, chế tác bởi Christian Daniel Rauch
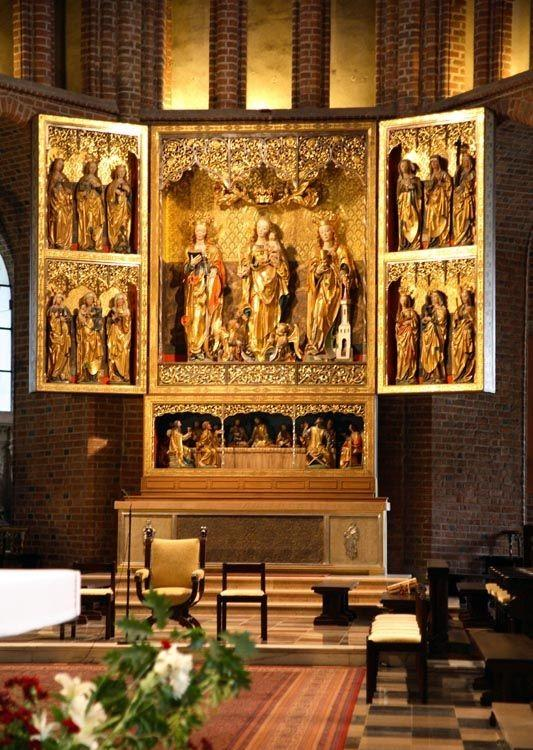
Bàn thờ chính điện
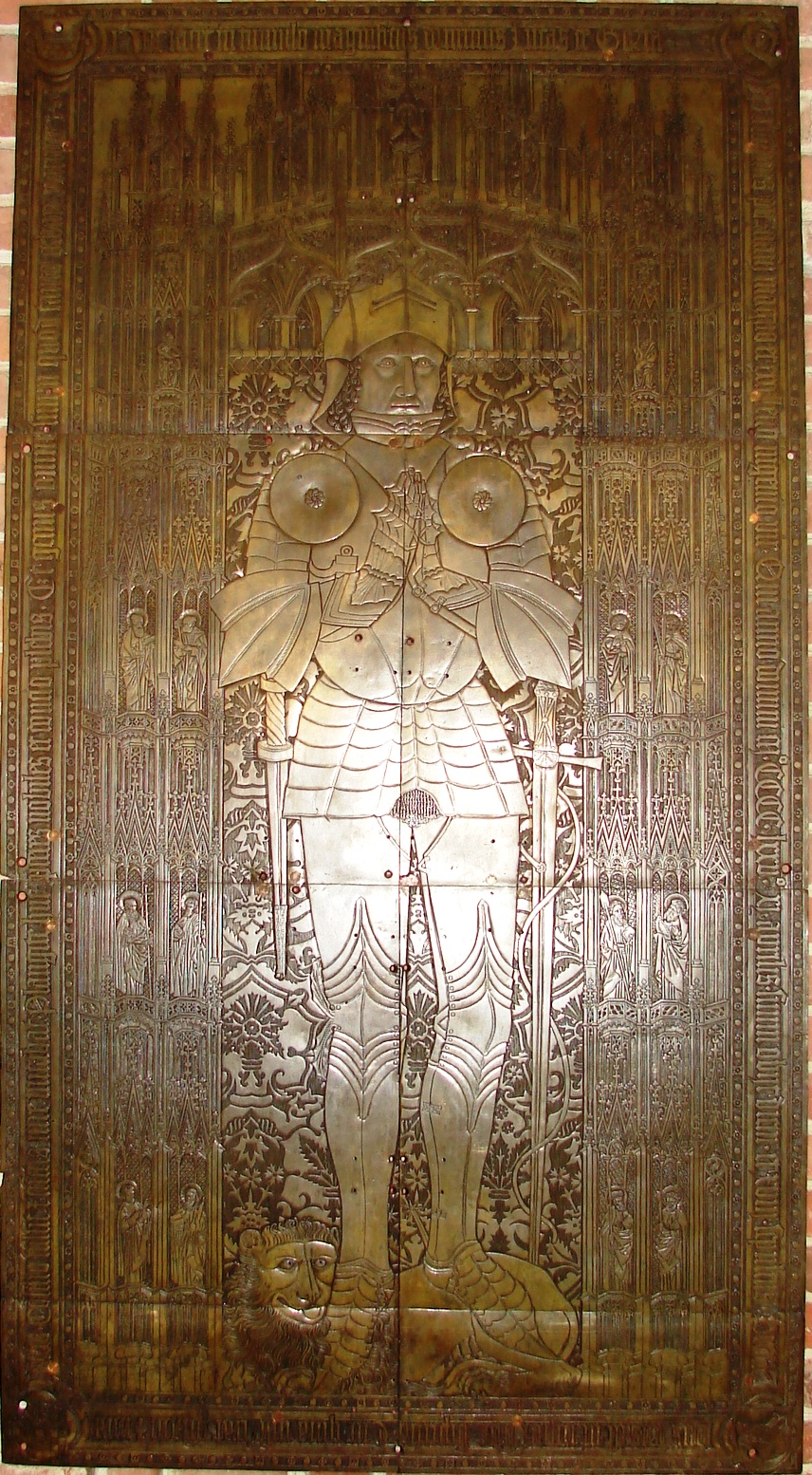
Bia mộ của Łukasz I Górka
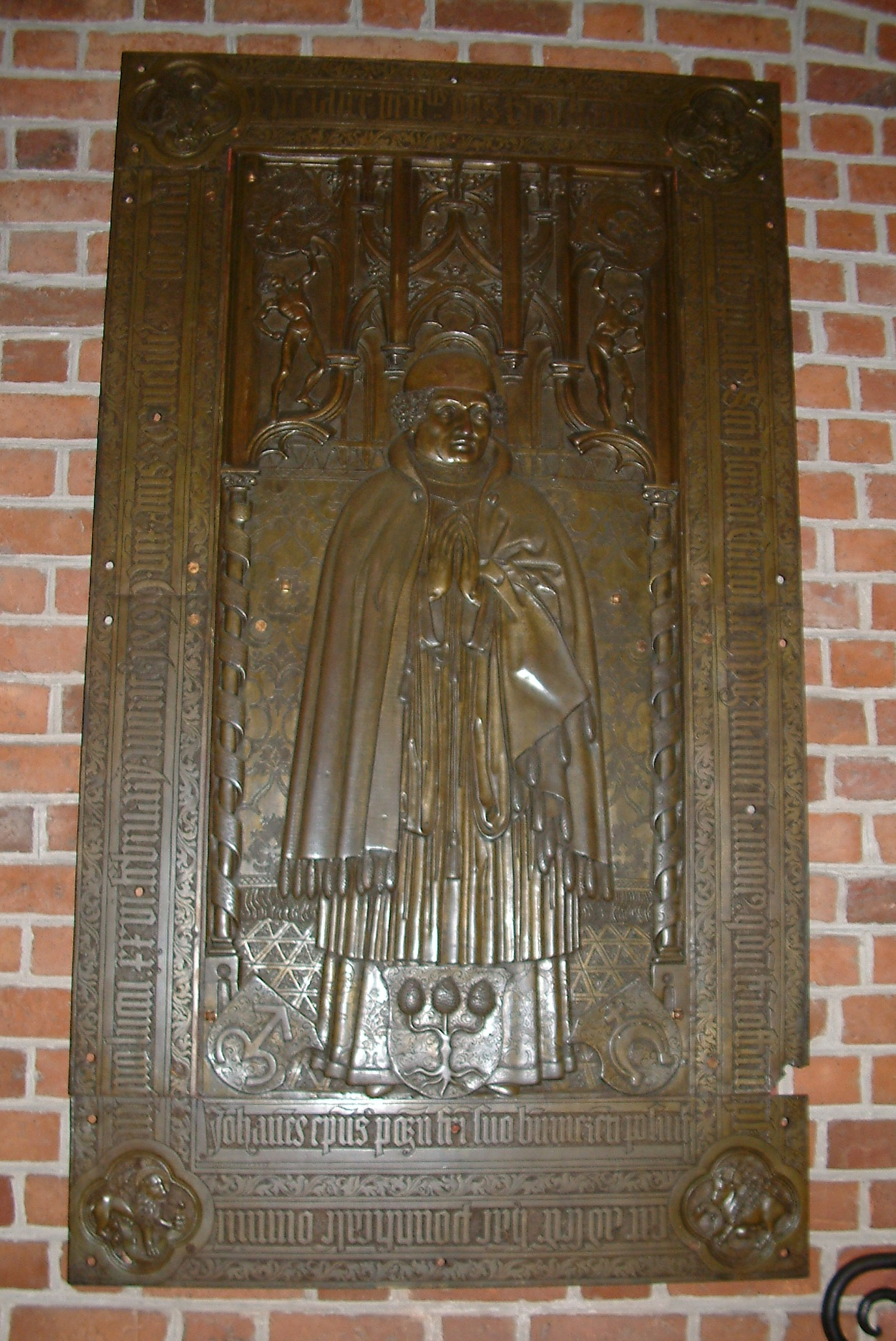
Bia mộ của giáo sĩ Bernard Lubrański
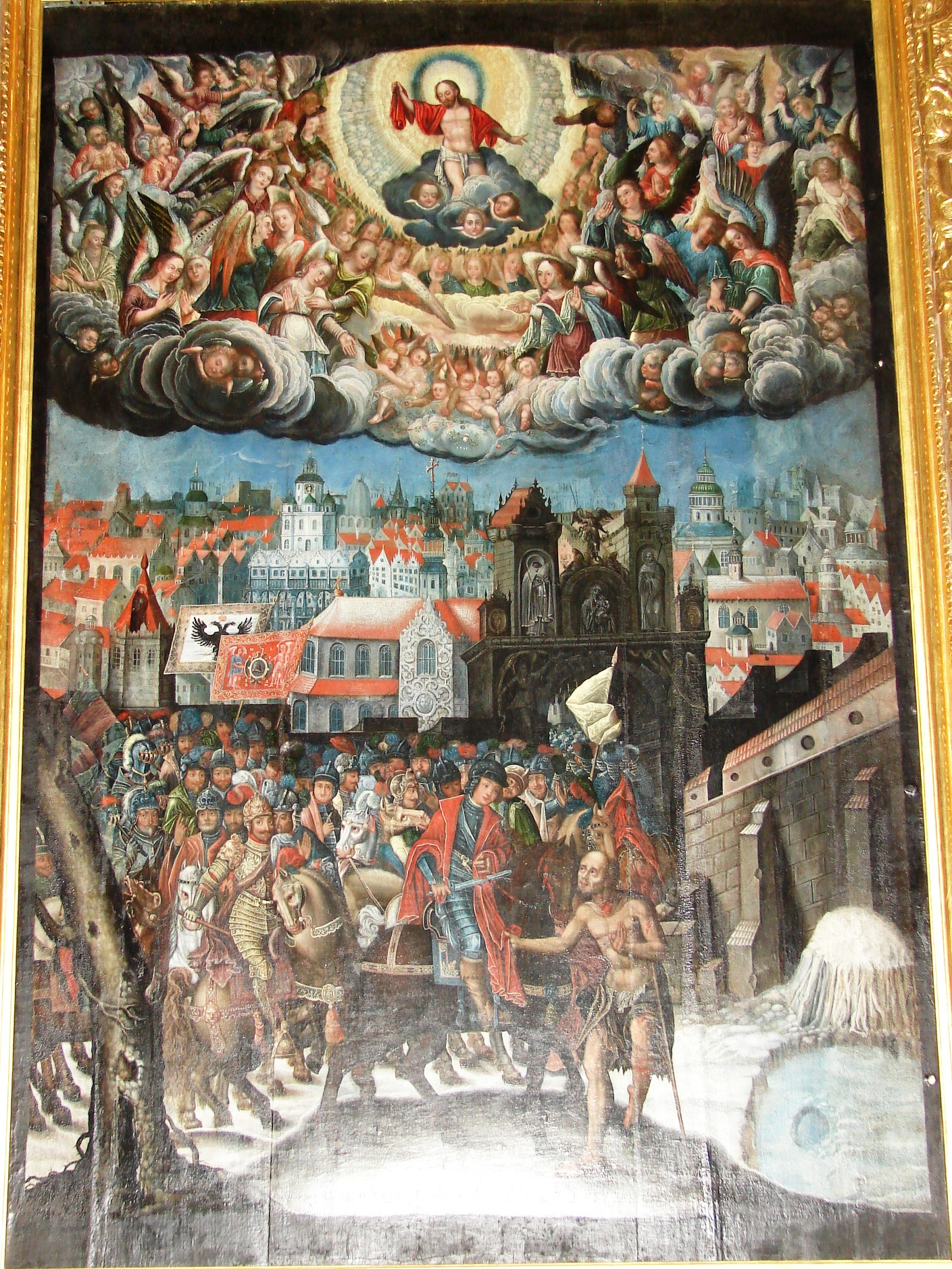
Thánh Martinô Porres hạ xuống Amiens
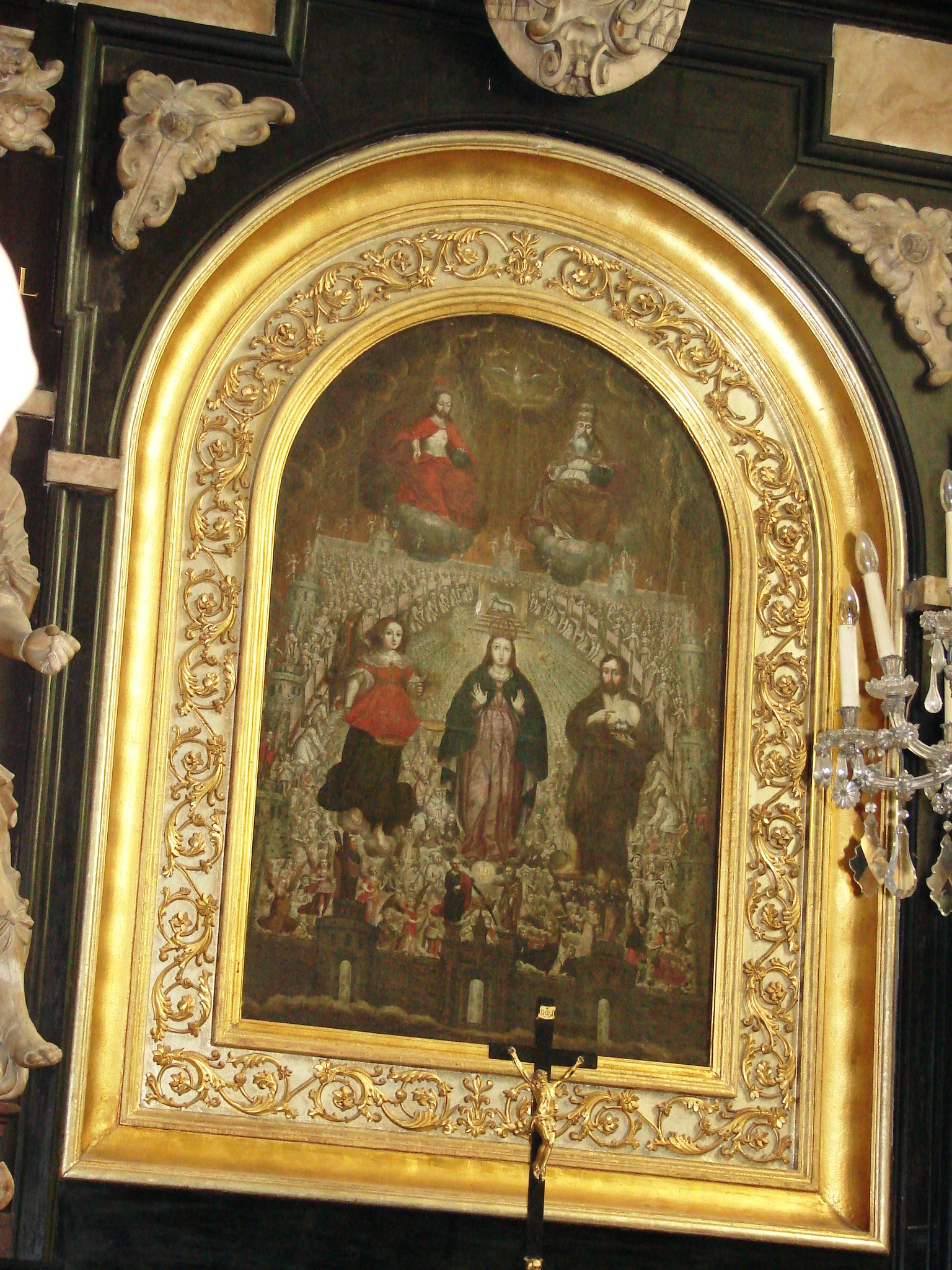
Nước trời Jerusalem
Sơ đồ của nhà thờ chính tòa